# Karl Egloff
Pour les articles homonymes, voir Egloff.
Karl Egloff, né le 16 mars 1981 à Quito, est un alpiniste et coureur de skyrunning équatorien. Il est notamment connu pour ses records d'ascension.

## Biographie
Né à Quito d'une mère équatorienne et d'un père suisse guide de montagne, Karl Egloff s'initie à la montagne dès son enfance en accompagnant son père et gravit des sommets de 6 000 mètres dès l'âge de 15 ans. À l'âge de 17 ans, il déménage à Zurich pour ses études et obtient un baccalauréat en administration des affaires. Ayant également la nationalité suisse, il y effectue son service militaire. Il tente de percer en football mais une blessure met fin à ses rêves. À l'âge de 25 ans, il retourne en Équateur et ouvre sa propre entreprise de guide de montagne. Il se met au VTT et intègre l'équipe nationale pendant deux ans,.
À 30 ans, il concentre son activité sur la haute montagne et se découvre un talent pour les records d'ascension, notamment encouragé par ses collègues. N'ayant alors jamais entendu parler de Kílian Jornet, il se lance dans une carrière similaire, alternant entre des compétitions de trail et de skyrunning et de l'alpinisme de vitesse. Le 12 décembre 2012, il signe son premier record d'aller-retour sur le Cotopaxi en 1 h 37 min 0 s depuis le Refugio José Félix Ribas.
Le 13 août 2014, il établit un nouveau record d'aller-retour au Kilimandjaro en 6 h 42 min 24 s par la voie Great Western Breach. Il bat de 32 minutes le record de Kílian Jornet dans la quasi-indifférence générale.
Le 15 février 2015, il s'élance sur l'Aconcagua en empruntant la voie normale depuis l'entrée du parc pour établir un nouveau record d'aller-retour en 11 h 52. Il bat à nouveau le record de Kílian Jornet. Ce dernier ayant établi son record moins de deux mois auparavant, l'exploit de Karl Egloff ne passe pas inaperçu et suscite alors l'intérêt de la presse internationale,.
Le 16 janvier 2016, il participe pour la seconde fois à l'Ultra Sky Andes Infernal de 51 kilomètres. Il remporte la course haut la main en 7 h 58 min 0 s. Le parcours de l'épreuve incluant l'aller-retour jusqu'au Cerro El Plomo à 5 424 mètres d'altitude, il y établit un nouveau record en 5 h 55 (le parcours de l'édition 2014 ayant été modifié et ne passant pas par le sommet). Le 30 juin, il s'élance à l'assaut du Huascarán avec son compatriote Nicolás Miranda. Visant initialement le sommet sud, le plus élevé, ils doivent revoir leur plan en raison de la présence de larges crevasses. Le duo atteint le sommet nord situé à 6 655 mètres d'altitude puis redescend jusqu'à leur point de départ au village de Musho. Ils bouclent l'aller-retour de 40 kilomètres en 11 h 0.
Le 7 mai 2017, il prend part à l'épreuve du SkyMarathon lors de la Red Fox Elbrus Race (en). Il remporte l'épreuve ascensionnelle de 12,2 kilomètres reliant les clairières d'Azaou jusqu'au sommet de l'Elbrouz en 3 h 24 min 14 s et sans prendre le temps de célébrer sa victoire redescend aussitôt pour compléter l'aller-retour en 4 h 20 min 45 s, établissant un nouveau record,.
Le 20 juin 2019, il effectue l'aller-retour du Denali en 11 h 44. Partant depuis le camp de base, il s'aide de crampons et de raquettes à neige. Il bat de quatre minutes le précédent record de Kílian Jornet mais contrairement à ce dernier qui avait effectué la descente à skis, Karl Egloff redescend à pied. Il se voit décerner le Prix Dr. Vicente Rocafuerte du mérite sportif pour son exploit.
Le 19 octobre 2021, il améliore de six secondes son record d'aller-retour au Cotopaxi pour le porter à 1 h 36 min 54 s.
Ayant comme objectif de battre le record d'aller-retour à l'Everest, il choisit le Makalu comme premier 8 000 mètres à gravir. Le 10 mai 2022, il s'élance du camp de base avancé à 5 700 mètres avec Nico Miranda. Ils effectuent l'ascension par la voie normale et atteignent le sommet en 17 h 18 sans utiliser d'oxygène, établissant ainsi un nouveau record d'ascension.
Ayant déjà battu les records d'aller-retour des points culminants de quatre des sept continents, il vise comme objectif de battre les records des sept sommets et doit pour cela battre encore les records de l'Everest, du Puncak Jaya et du mont Vinson,,.
En 2023, il perd successivement les records d'aller-retour à l'Aconcagua et au Kilimandjaro, battu par l'Américain Tyler Andrews, ainsi que du Denali, battu par un autre Américain, Jack Kuenzle.
Victime d'un attaque armée en décembre 2022 où il est pris en otage, il décide de déménager en Suisse en 2024 afin de permettre à sa famille de vivre en sécurité,,. Il décide de mettre à profit son expérience comme guide de montagne mais son diplôme n'étant pas reconnu en Suisse, il se reconvertit en tant que technicien de ski.
En mai 2025, il se rend au Népal afin de tenter de battre le record d'aller-retour à l'Everest sans oxygène. Il se retrouve par coïncidence en même temps que Tyler Andrews qui lui vise uniquement le record d'ascension. Attendant patiemment une fenêtre avec un temps favorable et sans trop de passage, il décide de s'élancer le 23 mai, tout comme Tyler Andrews pour sa deuxième tentative. Montant sur un bon rythme, il décide néanmoins d'avorter sa tentative en raison des vents violents au sommet et fait demi-tour peu avant le camp 3,.

## Caractéristiques physiques
Karl Egloff possède des caractéristiques physiques supérieures à la moyenne avec une VO2max de 87 ml/min/kg, une fréquence cardiaque moyenne de repos de 38 battements par minute et un indice de masse grasse de 9 %.

## Records d'aller-retour
- Cerro El Plomo, (5 424 m). 5 h 55, 6 janvier 2016[6] ;
- Huascarán Norte, (6 655 m). 11 h 0, 30 juin 2016[8] ;
- Elbrouz (5 642 m). 4 h 20 min 55 s, 7 mai 2017[10] ;
- Nevado de Colima, (4 240 m). 3 h 40 min 1 s, 26 novembre 2017[28] ;
- Cotopaxi, (5 897 m). 1 h 36 min 56 s, 19 octobre 2021[3] ;
- Makalu, (8 463 m). 17 h 18 (ascension uniquement), 8 mai 2022[14].

## Palmarès en athlétisme
| no  | masculin           | Course                                   | Longueur | Départ            | Temps           |
| --- | ------------------ | ---------------------------------------- | -------- | ----------------- | --------------- |
| 1re | Médaille d'or      | North Face Endurance Challenge - Ecuador | 50 km    | 27 septembre 2014 | 5 h 22 min 32 s |
| 1re | Médaille d'or      | Ultra Sky Andes Infernal                 | 51 km    | 20 décembre 2014  | 6 h 53 min 0 s  |
| 3e  | Médaille de bronze | KM Vertical La Bobia                     | 4 km     | 14 mars 2015      | 33 min 12 s     |
| 1re | Médaille d'or      | Ultra Sky Andes Infernal                 | 51 km    | 16 janvier 2016   | 7 h 58 min 0 s  |
| 1re | Médaille d'or      | Elbrus SkyMarathon                       | 12 km    | 7 mai 2016        | 3 h 44 min 43 s |
| 1re | Médaille d'or      | Elbrus SkyMarathon                       | 12 km    | 7 mai 2017        | 3 h 24 min 14 s |

## Distinctions
- Prix Dr. Vicente Rocafuerte pour le mérite sportif, pour son record d'ascension du Denali (mont McKinley) (30 juillet 2019)[12]